# マヌエル・オット
マヌエル・ゲリト・"マニー"・オット（Manuel Gelito "Manny" Ott、1992年5月6日 - ）は、ドイツとフィリピンのサッカー選手。フィリピン代表。ポジションはMF。

## クラブ歴
ドイツのバイエルン州ミュンヘンに生まれ、SVイルミュンスター、FSVプファッフェンホーフェン、TSV1860ミュンヘン、FCインゴルシュタット04の下部組織に在籍した。2010年にFCインゴルシュタット04IIで選手となった。2014年7月にフィリピンのセレス・ネグロスFCに移籍した。
2019年1月23日、タイ・リーグ1のラーチャブリー・ミトポンFCに移籍。しかし、プレシーズンに負傷してしまいシーズンの大半を棒に振ることになった。
2020年2月6日、セレス・ネグロスFCに復帰。
2021年1月、ムラカ・ユナイテッドFCに移籍した。
2022年、トレンガヌFCに移籍した。

## 代表歴
2010年1月16日の台湾代表戦でフィリピン代表初出場を飾った。この試合で60分間ピッチ上に立ち、試合は0-0の引分に終わった。
その後、U-23代表に選ばれ2011年東南アジア競技大会に参加する事となったが、他の取り決めがあったために当初は招集外になる予定であった。開幕戦のベトナム代表戦では先制点を決めたものの、その後3失点し敗北した。
A代表初得点となったのは2014年11月14日のカンボジア代表戦で3-0の勝利となった。

## 個人
父親はドイツ人で母親がボラカイ島のマライ出身のフィリピン人である。弟のマイク・オット、マルコ・オットもサッカー選手である。

## 個人成績
代表での得点一覧
| #  | 日附           | 場所                                         | 対戦相手     | 得点 | 結果 | 大会                                   | 出典   |
| -- | -------------- | -------------------------------------------- | ------------ | ---- | ---- | -------------------------------------- | ------ |
| 1. | 2014年11月14日 | マニラ・リサール・メモリアル・スタジアム     | カンボジア   | 2–0  | 3–0  | 親善試合                               | [ 13 ] |
| 2. | 2014年11月25日 | ハノイ・ミーディン国立競技場                 | インドネシア | 2–0  | 4–0  | 2014 AFFスズキカップ                   | [ 14 ] |
| 3. | 2015年3月30日  | リファー・バーレーン・ナショナル・スタジアム | バーレーン   | 1–2  | 1–2  | 親善試合                               | [ 15 ] |
| 4. | 2016年3月29日  | マニラ・リサール・メモリアル・スタジアム     | 北朝鮮       | 3–2  | 3–2  | 2018 FIFAワールドカップ・アジア2次予選 | [ 16 ] |